# Războiul Polono-Cehoslovac
Războiul Polono-Cehoslovac (în poloneză Wojna polsko-czechosłowacka), cunoscut pe scară largă în sursele cehe ca Războiul de Șapte Zile (în cehă Sedmidenní válka), a fost o confruntare militară între Prima Republică Cehoslovacă și A Doua Republică Poloneză pentru controlul Sileziei Cieszynului la începutul anului 1919.
Forțele armate ale Cehoslovaciei au invadat partea poloneză din Silezia Cieszynului, cu scopul de a împiedica alegerile pentru Sejmul Legislativ Polonez în teritoriul disputat și pentru a împiedica contribuțiile populației locale pentru Armata Poloneză. Partea poloneză care a fost invadată avea un guvern civil local interimar și o loialitate majoritară și puternică față de Polonia, cu excepția districtului Frýdek⁠(d) care avea o majoritate cehă încă de la colonizarea din secolul al XIX-lea și care în acea perioadă nu era revendicat sau controlat de localnici, de partea poloneză sau de o mișcare politică poloneză.

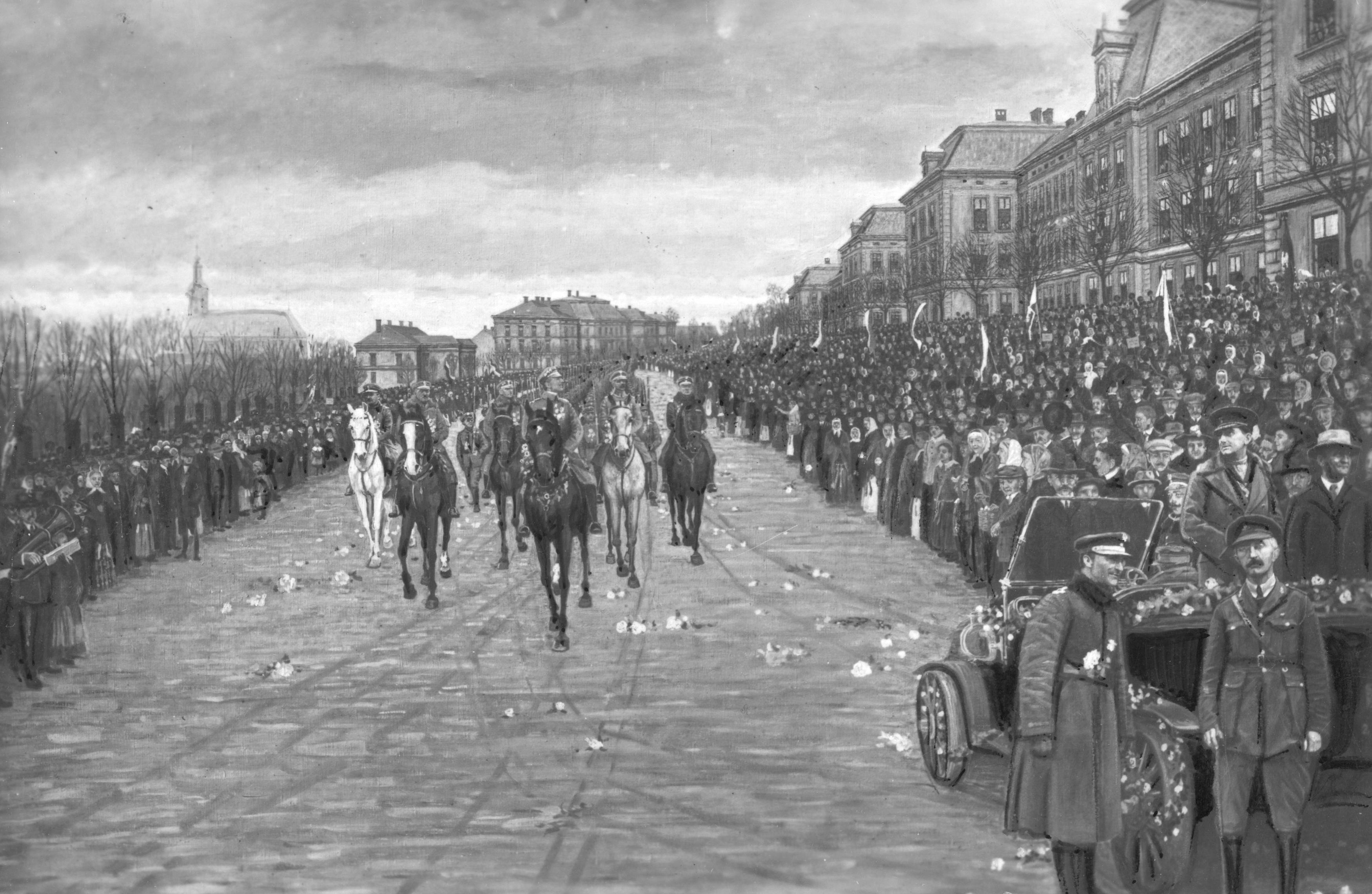
Intrarea trupelor poloneze în Cieszyn după armistițiul cu cehii din februarie 1919

Armata Cehoslovacă a făcut progrese rapide, cucerind cea mai mare parte a Sileziei Cieszynului până la sfârșitul lunii ianuarie 1919. Grosul armatei poloneze era angajat în Războiul Polono-Ucrainean cu Republica Populară a Ucrainei Occidentale, iar forțele poloneze din zonă s-au confruntat cu o armată cehă superioară numeric și mai bine echipată în Silezia Cieszynului. Antanta a insistat pentru un armistițiu. Rezultatul războiului a fost o nouă linie de demarcație, care a extins teritoriul controlat de Cehoslovacia. Aceasta a dus la o nouă divizare a regiunii Silezia Cieszynului în iulie 1920 și a lăsat o minoritate poloneză substanțială în Cehoslovacia, în regiunea numită mai târziu Transolza, deoarece linia de demarcație era de-a lungul râului Olza. Evenimentele, inclusiv politicile ulterioare din teritoriu ale guvernului cehoslovac, au dus la alte dispute⁠(d), inclusiv anexarea poloneză din octombrie 1938.

## Cadru
În ultimele luni ale Primului Război Mondial, diplomații polonezi și cehoslovaci s-au întâlnit pentru a discuta granița comună dintre cele două noi țări. Până la declararea Armistițiului de la Compiègne, cea mai mare parte a frontierei fusese deja convenită, cu excepția a trei mici zone sensibile din punct de vedere politic din Silezia Superioară și Ungaria de Sus, care erau revendicate de ambele țări.
Silezia Cieszynului sau Ducatul de Teschen (în poloneză Cieszyn și în cehă Těšín) a fost o mică zonă din sud-estul Sileziei, unul dintre Ducatele Sileziei apărute după fragmentarea feudală a fostului Ducat al Sileziei⁠(d). Ducatul fusese vasal al Regatului Boemiei, parte a Țărilor Coroanei Boemiei începând cu 1335. Latina, germana, ceha, morava și, în final, poloneza au servit ca limbi oficiale ale regiunii, însă, de-a lungul veacurilor, multe surse istorice indică faptul că populația locală a rămas în mare sau foarte mare parte vorbitoare de poloneză, vorbirea curentă fiind dialectul silezian de Cieszyn, indiferent de limba oficială care guverna, chiar și după stabilirea cehilor, în mare parte profesioniști, angajați în posturi administrative, în timpul industrializării regiunii în secolul al XIX-lea.
În regiune nu funcționase nicio organizație cehă locală pentru independență, dar a fost sediul unei asociații poloneze încă de la începutul secolului al XIX-lea și a sediul unei filiale a Partidului Social Democrat Polonez din Galiția și Silezia Cieszynului (în poloneză Polska Partia Socjalno-Demokratyczna Galicji), menționat cu numele său complet, care era cel mai popular partid din regiune. Numeroasele mine de cărbune erau operate în mare parte de muncitori ce se identificau ca fiind polonezi și vorbitori de poloneză, care se așteptau ca acel teritoriu, cu excepția regiunii Frýdek, să facă parte dintr-un viitor stat polonez independent.
Ultimul recensământ austriac din 1910 (care stabilea naționalitatea în funcție de principala limbă de comunicare —în germană Umgangssprache — dintre respondenți), a arătat că se vorbea predominant limba poloneză în trei districte — Cieszyn (Teschen), Bielsko (Bielitz) și Fryštát (Freistadt)⁠(d) — și predominant limba cehă în al patrulea district, Frýdek⁠(d) (Friedek).
O parte a populației vorbitoare de lechită (Ślązakowcy – denumiți astfel după ziarul Ślązak, Schlonsaken) își revendica o identitate distinctă, sileziană, însă fără a nega pe deplin vechile rădăcini poloneze ale populației locale sau statutul dialectului local ca dialect al limbii poloneze (pe care o foloseau în ziarele lor), pe care o considerau superioară culturii poloneze din Regatul Poloniei, datorită integrării în sfera culturală germană.
Principala importanță a Sileziei Cieszynului era bogatul bazin carbonifer din jurul orașului Karviná și valoroasa linie de cale ferată Košice-Bohumín care lega Ținuturile Cehe de Slovacia. În plus, în partea de nord-vest a Sileziei Cieszynului, nodul feroviar Bohumín⁠(d) servea drept hub pentru transportul și comunicațiile internaționale. Conducătorii Cehoslovaciei au insistat cu tărie asupra indivizibilității fostelor teritorii austriece ale Boemiei, Moraviei și Sileziei, iar Mary Heimann a sugerat că lipsa lor de disponibilitate de a face compromisuri în privința Sileziei Cieszynului era cauzată de dorința lor de a păstra regiunea Sudeților în Cehoslovacia. Dacă ar fi permis ca Silezia Cieszynului să se alăture Poloniei, pentru că avea o majoritate poloneză, ar fi creat un precedent pentru ca regiunea germanofonă a Sudeților să se alăture Germaniei, iar în mare parte din acest motiv guvernul cehoslovac insista ca întregul fost Ducat de Teschen să facă parte din Cehoslovacia. Argumentul cehilor era că polonezii „nu erau localnici”, ci o populație „venetică” și că populația indigenă sau „autohtonă” era cehă, susținând că localnicii polonezi erau doar imigranți atrași care s-au angajat în minele de cărbune de-a lungul secolului al XVIII-lea. Aceste afirmații nu erau coroborate cu recensămintele populației austriece pe tot parcursul secolului al XIX-lea. Afluxul de polonezi din Galiția fusese îndreptat în principal spre Ostrava și împrejurimi, care se afla în afara Sileziei Cieszynului. Mai mult, mișcarea națională poloneză din regiune a fost activă încă de la Revoluția de la 1848, în timp ce afluxul de polonezi galițieni a început în anii 1870.
La 5 noiembrie 1918, Consiliul Național Polonez și Comitetul Cehoslovac au încheiat un acord privind linia de demarcație în scopuri administrative și militare și și-au împărțit sferele de influență respective la nivel comunal, aproximativ de-a lungul liniilor de identificare etnolingvistică. Districtul Frýdek și o mică parte din districtul Fryštát au rămas de partea cehă, restul fiind acordat polonezilor.

## Forțe

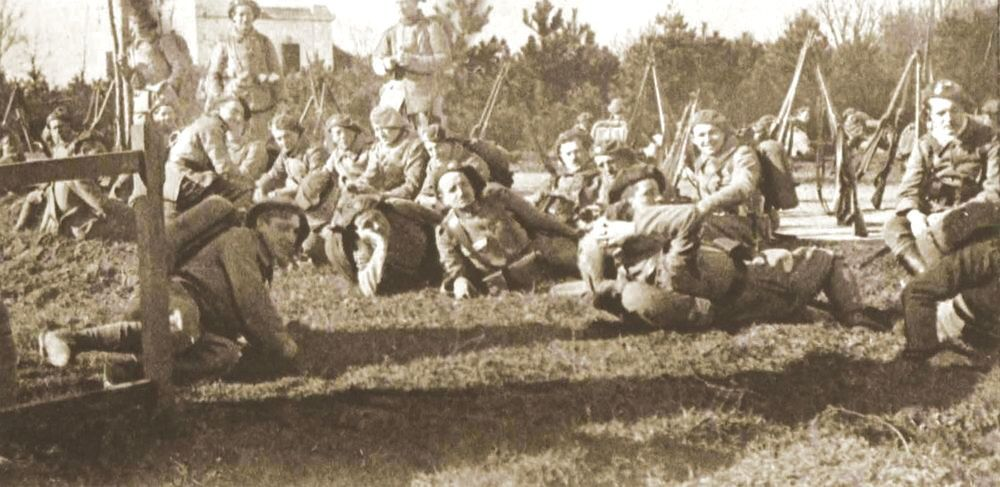
Legionari cehoslovaci din Franța în Silezia Cieszynului

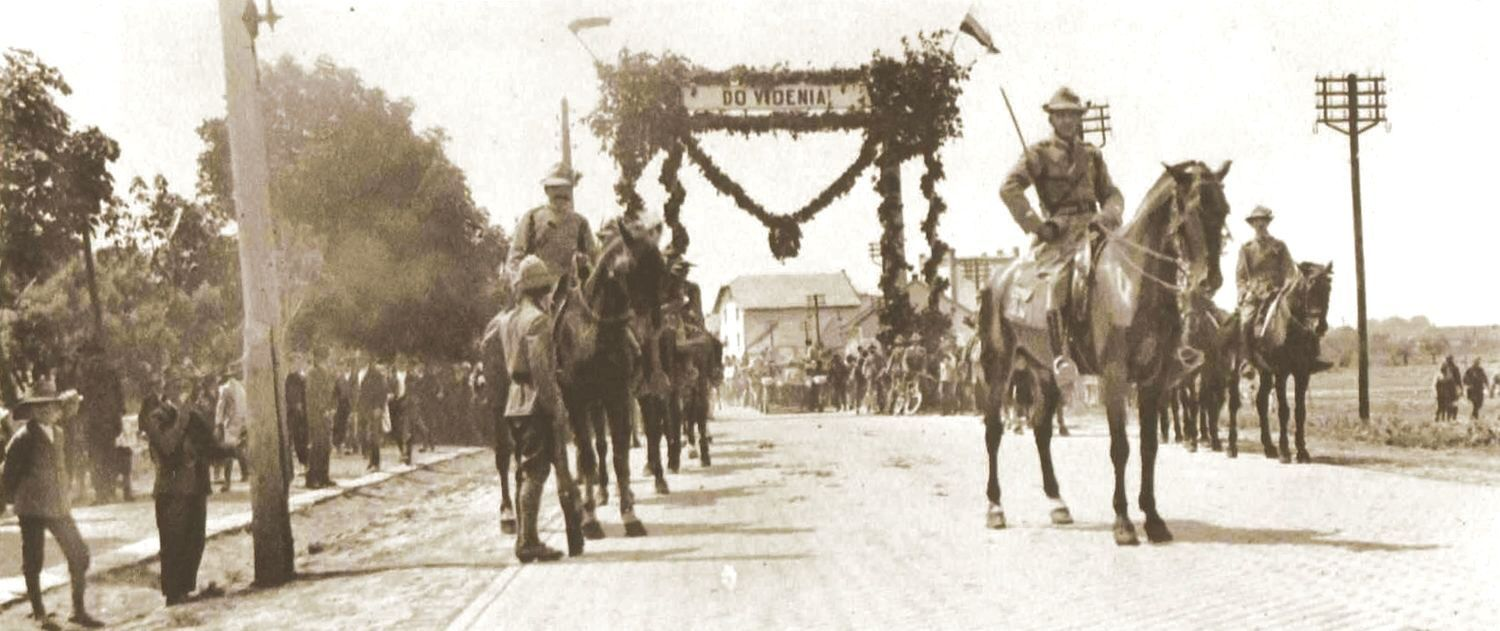
Legionari cehoslovaci din Italia și din nord-vestul Slovaciei plecând spre Silezia Cieszynului

Tabăra cehoslovacă îl avea în frunte pe Josef Šnejdárek. Forțele militare cehoslovace au fost formate din cele trei batalioane ale Legiunilor Cehoslovace din cadrul Regimentului 21 Pușcași din Franța, Batalionul 54 Infanterie din Olomouc, Batalionul 93 Infanterie din Fryštát, un batalion de voluntari din Bohumín⁠(d) și un batalion de voluntari din Orlová⁠(d). Operațiunilor forțelor cehoslovace li s-au alăturat și alți voluntari locali, adunați într-o Gardă Națională, cu un efectiv de aproximativ 5.000 de oameni. Din nord-vestul Slovaciei a venit forța principală trimisă în sprijinul Regimentului 35 din Italia, condusă de colonelul italian Graselli și ulterior întărită cu Regimentul de Pușcași din Italia. În timpul războiului, armata cehoslovacă a fost întărită de nou-formata Brigadă a 2-a, cu un efectiv de șase batalioane, cu sprijinul a două baterii de artilerie și al unui escadron de cavalerie.
Armata Cehoslovacă a fost întărită și mai mult de Batalionul 1 al Regimentului 28 Infanterie, Batalionul 1 al Regimentului 3 Infanterie, Batalionul 2 al Regimentului 93 Infanterie și Batalionul 5 Voluntari.
Forțele poloneze aflate sub comanda lui Franciszek Latinik⁠(d) erau mai slabe decât forțele cehoslovace. La sfârșitul Primului Război Mondial, Polonia avea mai multe dispute de frontieră cu toți vecinii săi, iar în timpul războiului cu Cehoslovacia, forța principală era angajată în luptele din Galiția de Est cu ucrainenii. Forțele poloneze erau compuse din șase batalioane de infanterie, două escadrile de cavalerie și o baterie de artilerie. Alte forțe includeau aproximativ 550 de membri ai jandarmeriei și în jur de 4.000 (după surse poloneze) până la 6.500 (după surse cehe) de voluntari polonezi locali. Forțele poloneze au primit întăriri în timpul războiului.

## Lupte

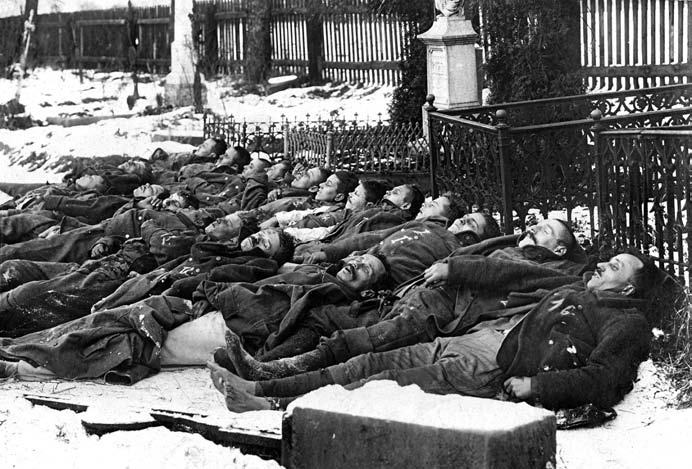
Cadavrele soldaților polonezi uciși de legionari cehi la la 26 ianuarie 1919

La 23 ianuarie 1919, la ora 11:00, în Silezia Cieszynului, comandantul polonez Franciszek Latinik și ofițerul cehoslovac Josef Šnejdárek s-au întâlnit cu un grup de ofițeri, format din reprezentanți britanici, francezi, italieni și americani (la cererea părții cehoslovace). Partea poloneză a primit un ultimatum, prin care trebuia să evacueze zona spre râul Biała⁠(d) în mai puțin de două ore. După expirarea acestei perioade, Armata Cehoslovacă și-a început operațiunile la ora 13:00, urmând directivele sale operaționale de a cuceri Bohumín⁠(d)/Bogumin și Karviná/Karwina. Dinspre est, în același timp, a fost lansat un atac de către unitatea de legionari italiană. Armata Cehoslovacă a avansat și a cucerit Bohumínul (la 16:00), Orlová/Orłowa și Karviná/Karwina. Silezia Cieszynului a fost ocupată de forțele cehoslovace la 27 ianuarie 1919. Trupele poloneze s-au retras pe râul Vistula.
La 30 ianuarie 1919, Josef Šnejdárek a primit ordinul de a traversa Vistula și de a asigura linia de cale ferată dintre Bohumín și Jablunkov/Jabłonków. Au traversat râul, iar trupele poloneze s-au retras la Skoczów, unde au stabilizat linia frontului. Au sosit și alte întăriri cehoslovace, ceea ce i-a oferit lui Šnejdárek un avantaj față de unitățile poloneze. Armata Cehoslovacă s-a pregătit pentru un atac asupra orașului Skoczów, presupunând că acesta va duce la prăbușirea apărării poloneze.
La 31 ianuarie 1919, din cauza presiunilor reprezentanților Triplei Antante, atacul asupra orașului Skoczów a fost anulat, iar Armata Cehoslovacă a încetat luptele. Armata Cehoslovacă s-a retras pe noua Linie Verde, stabilită prin Acordul Comisiei Internaționale pe baza Tratatului cehoslovaco-polonez, încheiat la 3 februarie 1919 la Paris.

## Urmări
Teritoriul disputat a fost plasat sub control internațional. Împărțirea finală a Sileziei Cieszynului a avut loc în iulie 1920, ca urmare a Conferinței de la Spa⁠(d). Astfel, linia de cale ferată care lega Ținuturile Cehe de Slovacia și teritoriul de la sudul acesteia au fost atribuite Cehoslovaciei, în timp ce teritoriul de la nord de linia de cale ferată a fost atribuit Poloniei. Marea majoritate a minelor de cărbune, precum și uzina siderurgică Třinec, se aflau pe teritoriul atribuit Cehoslovaciei.
Poloniei i s-a acordat o treime din populație (142.000 din 435.000), mai puțin de jumătate din teritoriu (1.002 km² din 2.222 km²) și orașul Cieszyn. Cehoslovacia a primit districtele Fryštát și Frýdek, cea mai mare parte a suprafeței districtului Cieszyn, gara din Cieszyn, Karviná și minele de cărbune, Třinec cu uzinele de fier și întreaga linie de cale ferată Bohumín⁠(d)–Jablunkov. Aproximativ 140.000 de polonezi au rămas în partea cehă.

## Crime de război
La 26 ianuarie, forțele cehoslovace au ucis 20 de prizonieri de război polonezi în satul Stonava⁠(d), fapt documentat cu fotografii. Conform unor surse, aceștia au fost uciși cu baioneta. În memoria lor a fost ridicat un monument la Stonava.
Conform afirmațiilor polonezilor, un număr nespecificat de prizonieri de război polonezi au fost uciși în satul Bystřice, iar un număr de civili au fost uciși în Karviná. Câteva mii de oameni au fost forțați să fugă în Polonia, aceștia s-au întors în 1938 odată cu anexarea Transolzei de către Polonia și, la rândul lor, ar fi început să se răzbune pe populația cehă locală. În Orlová⁠(d) se află un monument⁠(d) care comemorează victimele cehe ale războiului (în cehă Pomník padlým za Těšínsko).

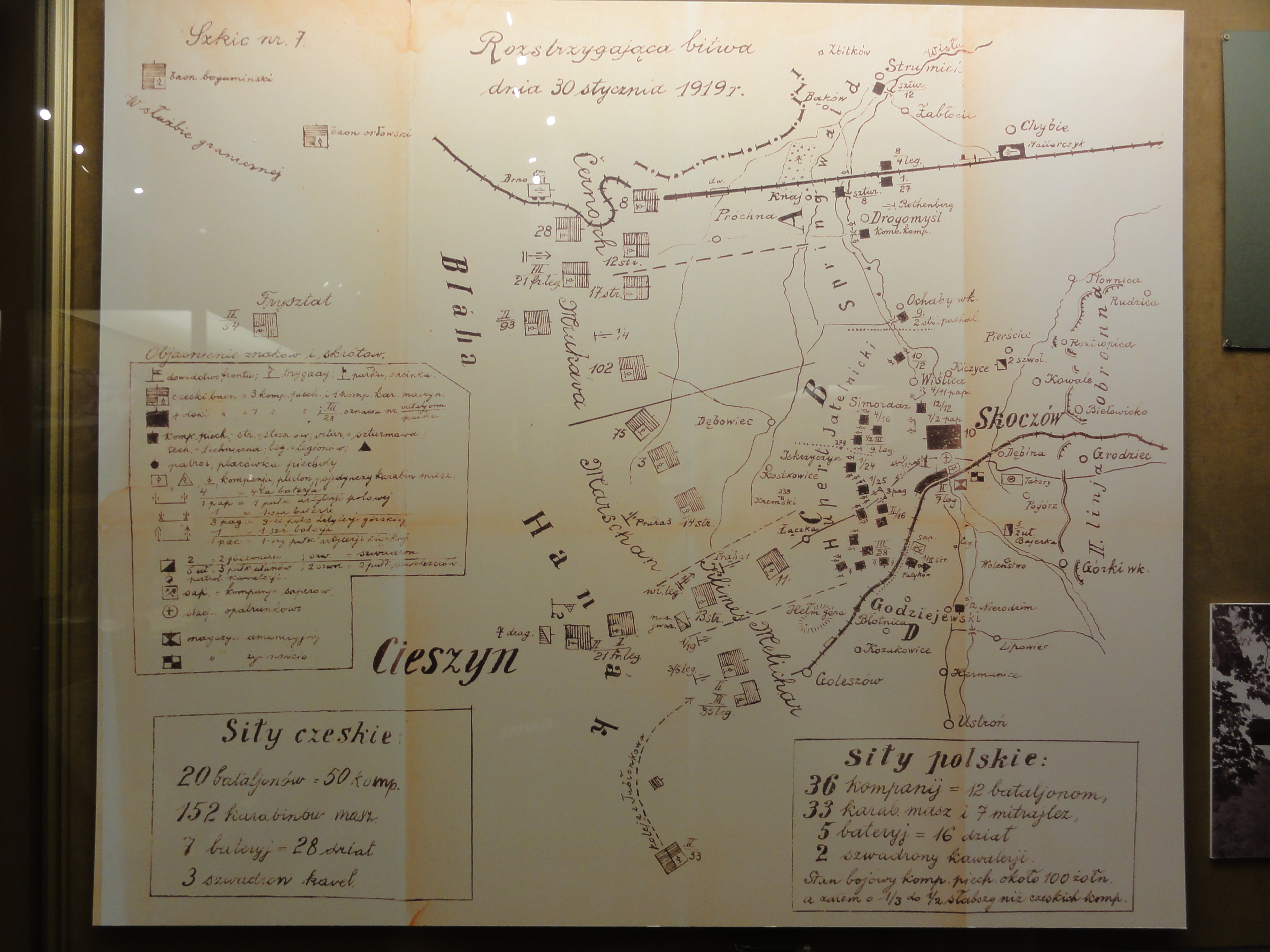
Bătălia de la Skoczów
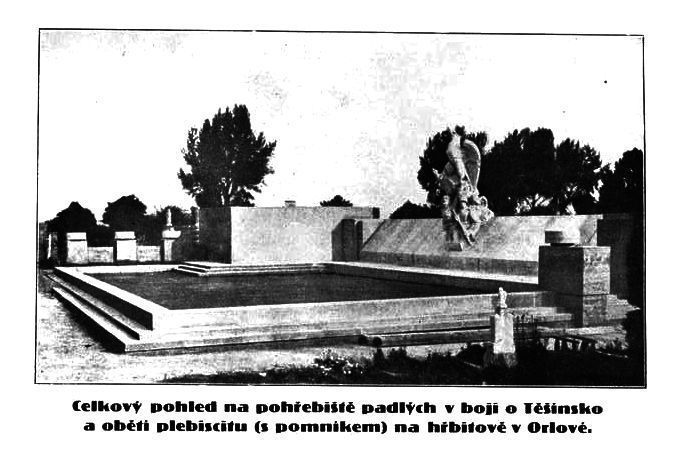
Forma inițială a monumentului din Orlová, care comemorează victimele cehoslovace
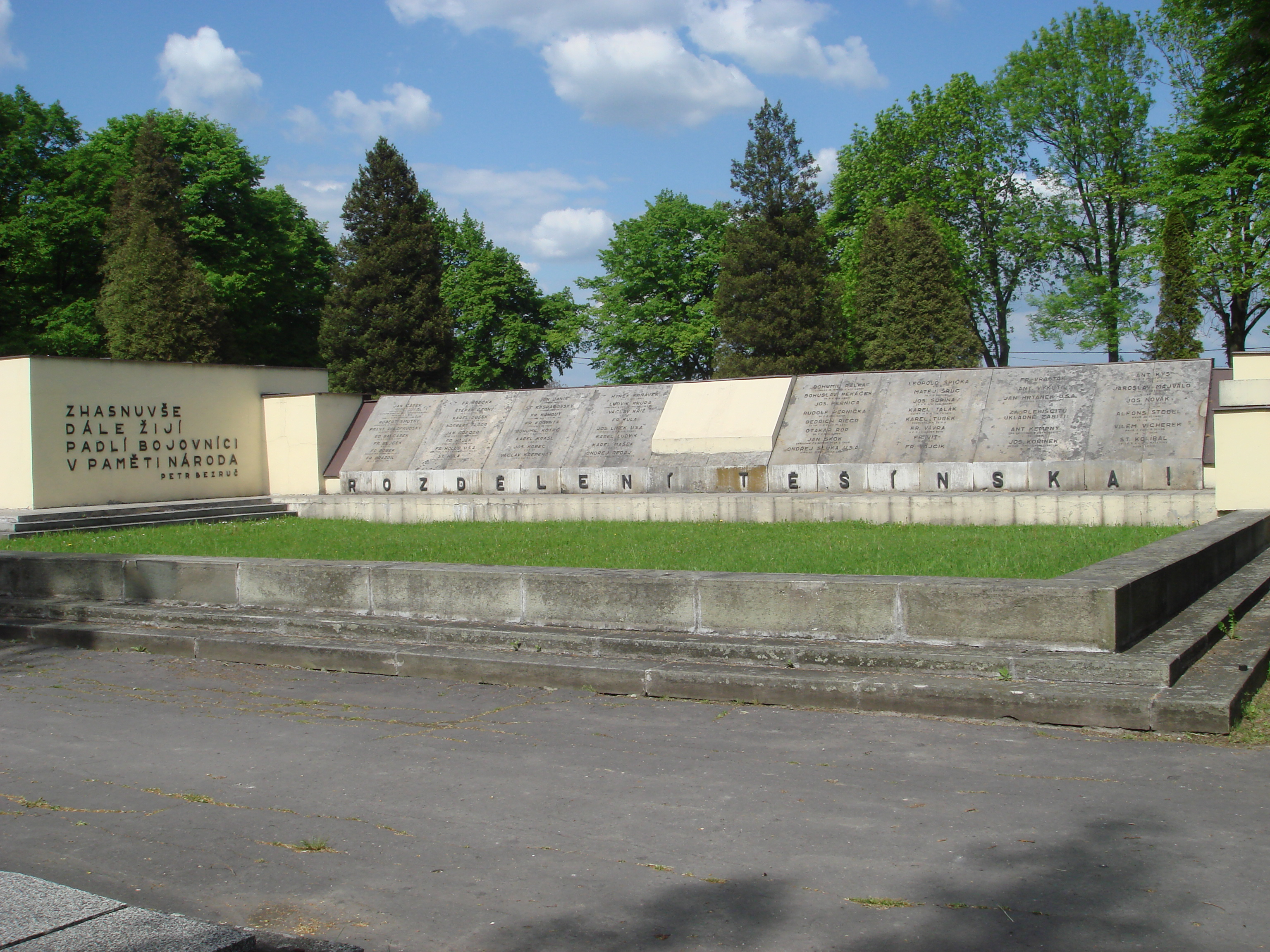
Forma actuală a monumentului din Orlová, care comemorează victimele cehoslovace
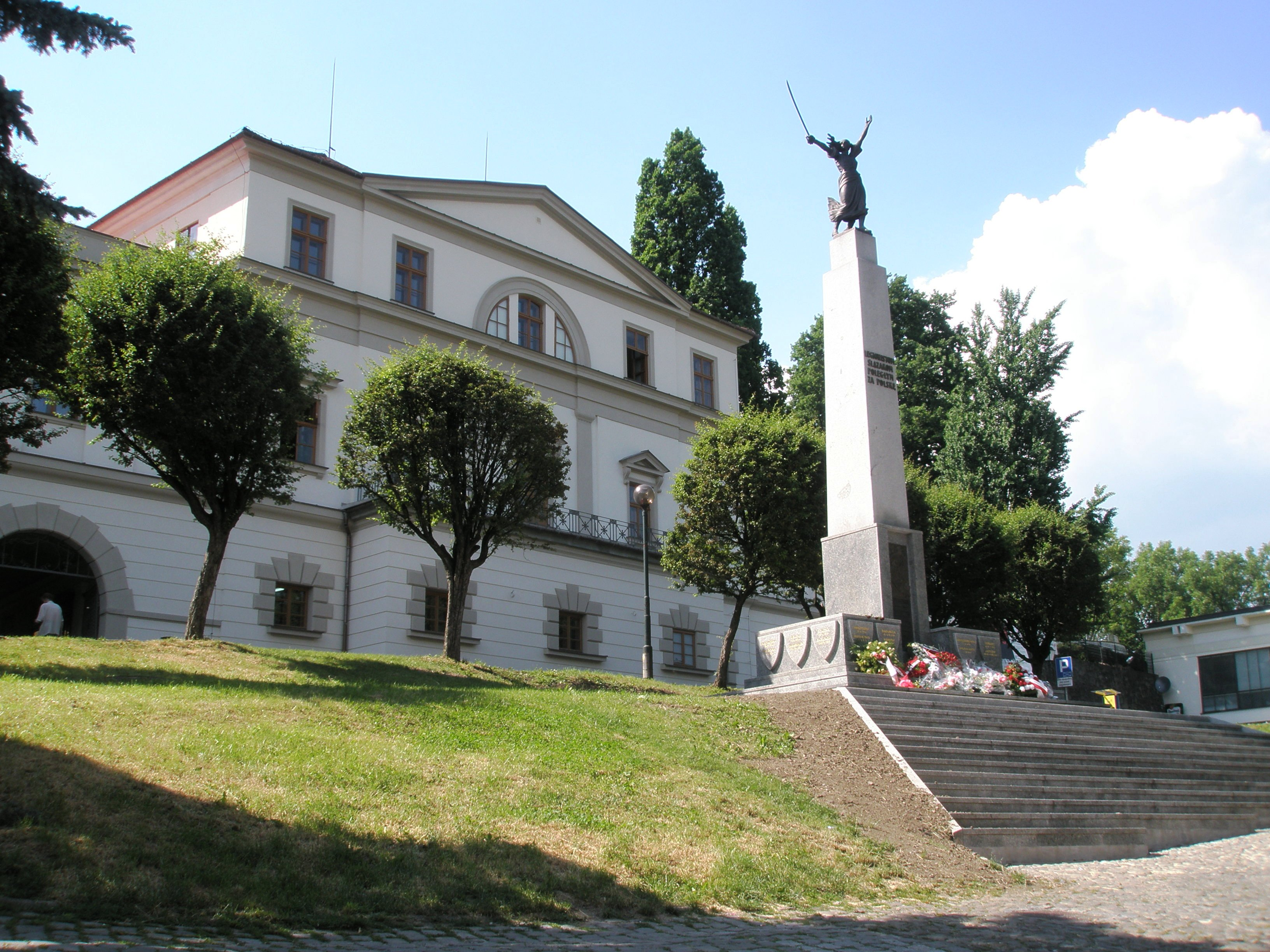
Memorialul legionarilor polonezi din Silezia în Cieszyn
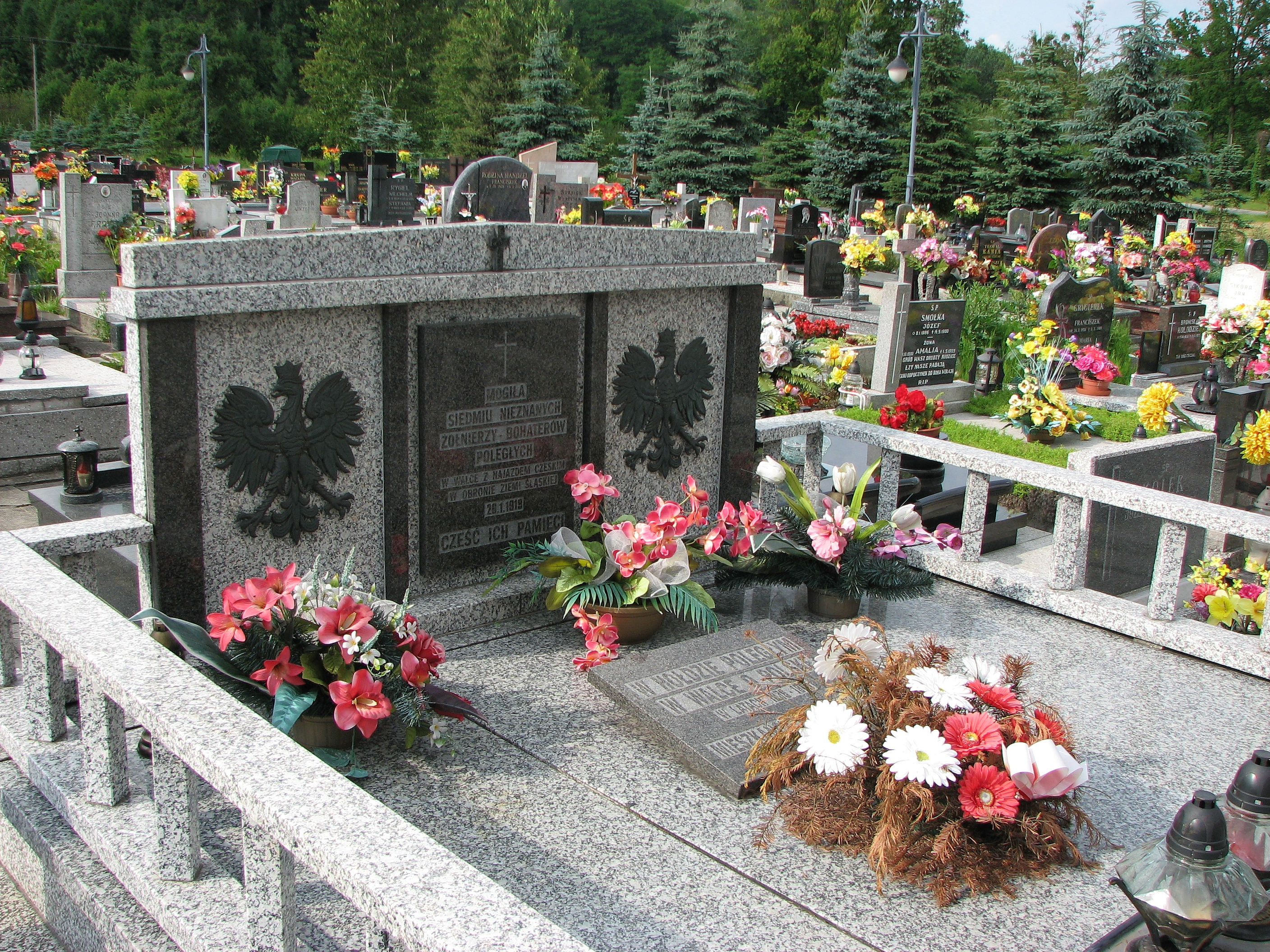
Monumentul victimelor poloneze din Zebrzydowice⁠(d)
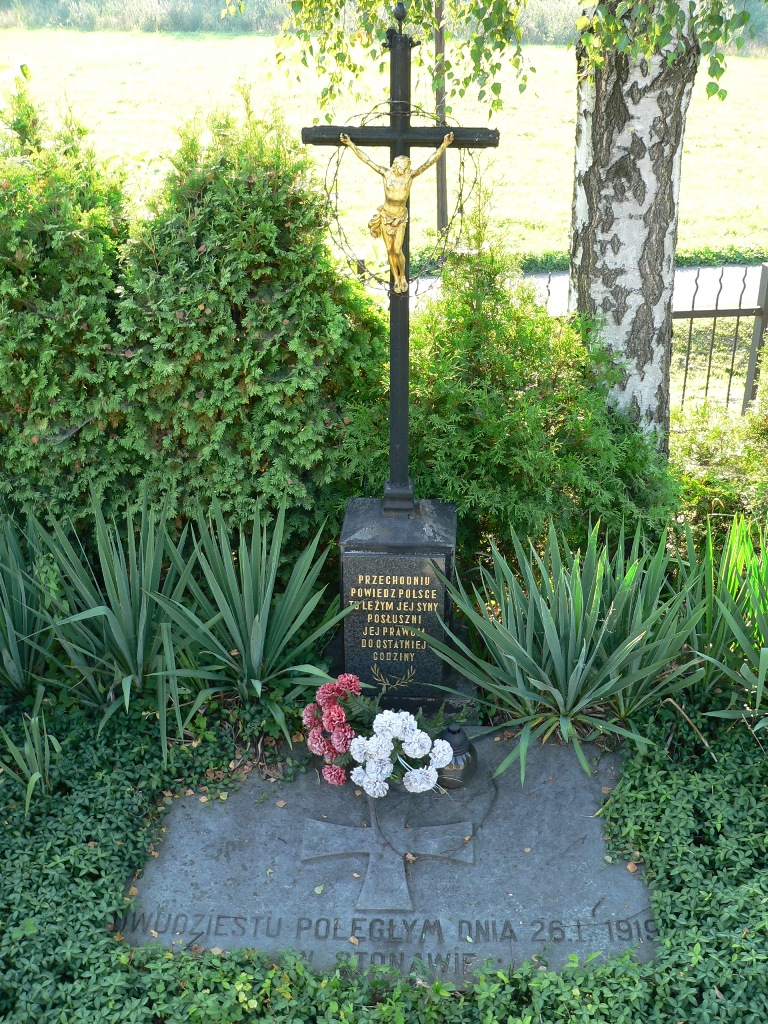
Mormântul a 20 de soldați polonezi uciși de legionari cehi la 26 ianuarie 1919 la Stonava⁠(d)